# Achyraus
Achyraus (łac. Dioecesis Achyraus) – stolica historycznej diecezji w Cesarstwie Rzymskim (prowincja Hellespont), współcześnie w Turcji. Obecnie jest katolickim biskupstwem tytularnym (wakującym od 1990).

## Biskupi tytularni
| Lp. | Biskup                           | Funkcja                                                                              | Od            | Do               |
| --- | -------------------------------- | ------------------------------------------------------------------------------------ | ------------- | ---------------- |
| 1   | Victor Bazin MEP                 | wikariusz apostolski Rangun (Mjanma)                                                 | 7 maja 1953   | 1 czerwca 1955   |
| 2   | Cesário Alexandre Minali OFMCap. | prałat terytorialny Alto Solimões, następnie prałat terytorialny Caroliny (Brazylia) | 1 marca 1955  | 13 czerwca 1969  |
| 3   | Augustín Van Aaken SVD           | prałat terytorialny Alto Parana (Paragwaj)                                           | 25 lipca 1972 | 11 sierpnia 1990 |